# Гойш, Дамиан де
Дамиа́н де Го́йш, также Гуш (порт. Damião de Góis, Goes; 2 февраля 1502, Аленкер — 30 января 1574, Алкобаса) — португальский мыслитель-гуманист, дипломат, историк, хронист, переводчик, композитор.

## Биография и творчество
Из аристократического семейства, его дед был в ближайшем окружении короля Генриха Мореплавателя.

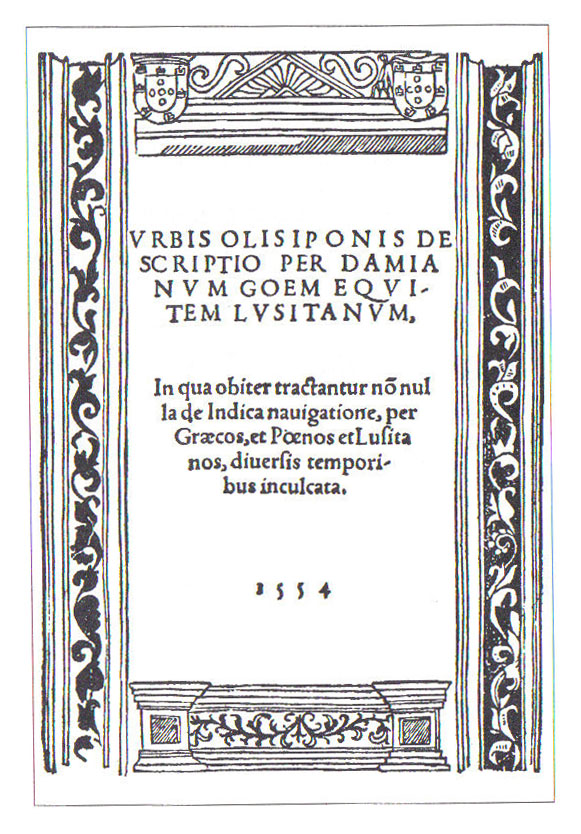
Титульный лист «Описания Лиссабона», 1554 год

В 1511 году стал пажом короля Мануэла I. При его преемнике Жуане III отправлен в 1523 году в Антверпен, где служил секретарём португальской фактории, поддерживал связь с торговыми домами Фуггеров и другими.
Объездил множество стран Европы, встречался с Лютером, Мюнстером, Меланхтоном, учился у Эразма и дружил с ним. Дружил с португальскими историками и писателями Жуаном де Баррушем, Андре де Резенде. Слушал курсы в университетах Падуи и Лёвена. Коллекционировал живопись.
Для принца Фернанду Португальского организовал создание иллюминированной рукописи «Генеалогия королей Португалии». В 1533 году совершил паломничество в Сантьяго-де-Компостела. В 1538 году женился на голландке. В сочинении "Fides, religio, moresque Aethiopum" (1540) впервые опубликовал сведения о христианстве в Эфиопии.
В 1548 году назначен главным хранителем (гуарда-мором) Торре-ду-Томбу (Королевских архивов). Составил описание Лиссабона (1554).
Писатель-полигистор, перевёл на португальский язык Библию (Книга Екклезиаста) и трактат Цицерона «О старости»; переводил также с португальского на латынь — в частности, перевёл сочинение посла Эфиопии при португальском дворе Матфея Армянина, включавшее знаменитое письмо пресвитера Иоанна. Автор ряда музыкальных сочинений с элементами полифонии, вызвавших недовольство церковных властей. Ему принадлежат «Хроника короля дона Мануэла Счастливого» (1566—1567) и «Хроника короля дона Жуана» (1567), в которых, среди прочего, он осудил изгнание евреев из Португалии и опубликовал ценные сведения о португальских заморских экспедициях конца XV — начала XVI веков.
За свободомыслие преследовался инквизицией, в 1571 году осуждён на пожизненное тюремное заключение. Освобожденный тяжело больным, скончался при неясных обстоятельствах (возможно был убит).

## Сочинения
- Legatio Magni Indorum Imperatoris Presbyteri Ioannis … (Antwerp, 1532; нов. изд.: Elizabeth B. Blackburn, «The Legacy of ‘Prester John’» // Moreana 4, 1967, 37-98)
- Ecclesiastes de Salamam, com algũas annotações neçessarias (Venezia, 1538; нов. изд.: O Livro de Ecclesiastes/ T. F. Earle, ed., Lisboa, 2002)
- Livro de Marco Tullio Ciçeram chamado Catam maior, ou da velhiçe, dedicado a Tito Pomponio Attico (Venezia, 1538)
- Comentari Rerum Gestarum in India (1539)
- Fides, religio, moresque Aethiopum … (Lovanii 1540; Parisiis 1541; нем. пер.: Wiesbaden, 1999)
- Deploratio Lappianae gentis (Lovanii, 1540)
- Aliquot Opuscula (1544)
- Urbis Olisiponis descriptio (Évora, 1554; Frankfurt, 1603; Coimbra, 1791; англ. пер.: New York, 1996)
- Crónica do Felicíssimo Rei D. Manuel (Lisboa, 1566—1567; 1619; Coimbra 1926)
- Crónica do Principe D. João (Lisboa, 1567; нов. изд.: Graça Almeida Rodrigues, ed., Lisboa, 1977)
- As cartas Latinas de Damião de Góis// Noese e crise na epistolografia Latina goisiana/ Amadeu Torres, ed. — Paris, 1982.

## Наследие
Судьба де Гойша и его музыки легла в основу оперы португальского композитора Антониу Шагаша Розы по либретто Геррита Комрея «Чужестранные мотивы» (2001).